# 塞卜哈省
塞卜哈省（阿拉伯语：‎）是利比亞的一個省，位於該國中部。面積15,330平方公里。2006年人口134,162人。首府塞卜哈。在2011年利比亚内战期間，卡扎菲势力控制该地区的時間差不多比控制利比亞全國其他地方的時間要長。全国过渡委员会于2011年9月11日才控制首府塞卜哈。